# Jakob Werlin
Jakob Werlin (Andritz, Graz, 10 de maio de 1886 — Salzburgo, 23 de setembro de 1965) foi um vendedor de automóveis austríaco que trabalhou principalmente na Alemanha.
Em razão de seu cedo contato com Adolf Hitler foi denominado SS-Ehrenführer (Líder de Honra SS) e Generalinspektor des Führers für das Kraftfahrwesen (Inspetor Geral do Führer para a Engenharia Automotiva) bem como membro do conselho administrativo da Daimler-Benz. Foi eleito para este último cargo por influência de Hitler, a fim de obscurecer o nome de Josef Ganz no desenvolvimento do Volkswagen.

## Vida
Jakob Werlin trabalhou desde 1921 na firma Benz & Cie. em Munique. Conheceu Adolf Hitler ca. 1923, quando este ia frequentemente visitava a gráfica do Völkischer Beobachter e também a Benz & Cie., que ficam próxima uma da outra. Já em 1923 vendeu um automóvel Benz para Hitler em nome do NSDAP. Nos anos seguintes Werlin disponibilizou limusines para o NSDAP. Após a fusão com a Daimler foi a partir de 1926 gerente da concessionária local.